# Кунгсбакка
Кунгсбакка (швед. Kungsbacka) — город в Швеции, административный центр Кунгсбаккской коммуны Халландского лена.
Население — 17 784 человек. Расположен в 30 км к югу от Гётеборга. В городе имеются несколько мелких и средних компаний, специализирующихся в сфере торговли и услуг, а также предприятия промышленности.

## История
По письменным источникам известно о существовании города с XV века. В 1846 году постройки средневекового города были уничтожены пожаром. Ещё в конце XIX века Кунгсбакка продолжала оставаться небольшим городком, однако после прокладки через неё в 1888 году железной дороги стал наблюдаться рост численности её населения.

## Галерея

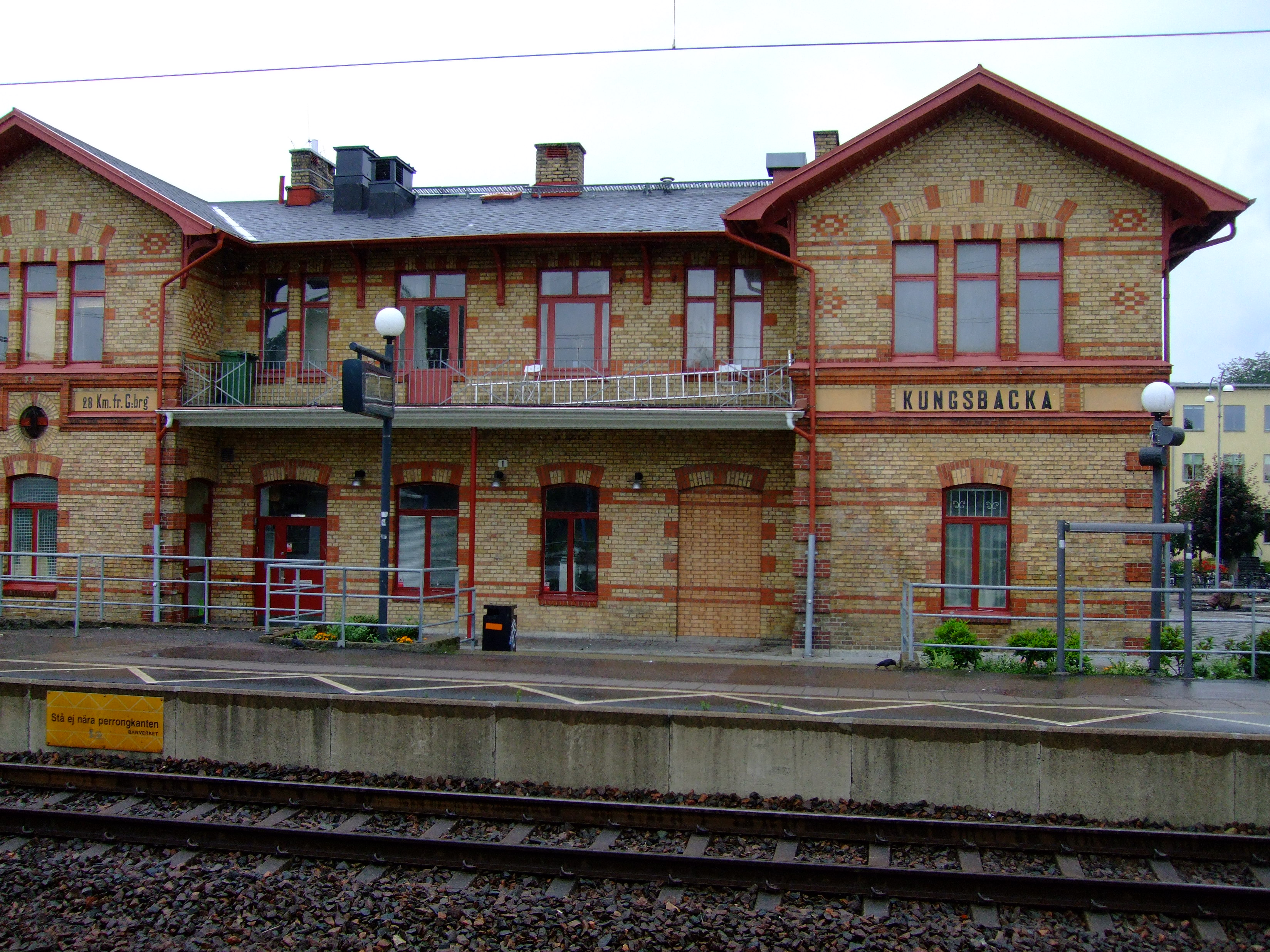
Вокзал в Кунгсбакке
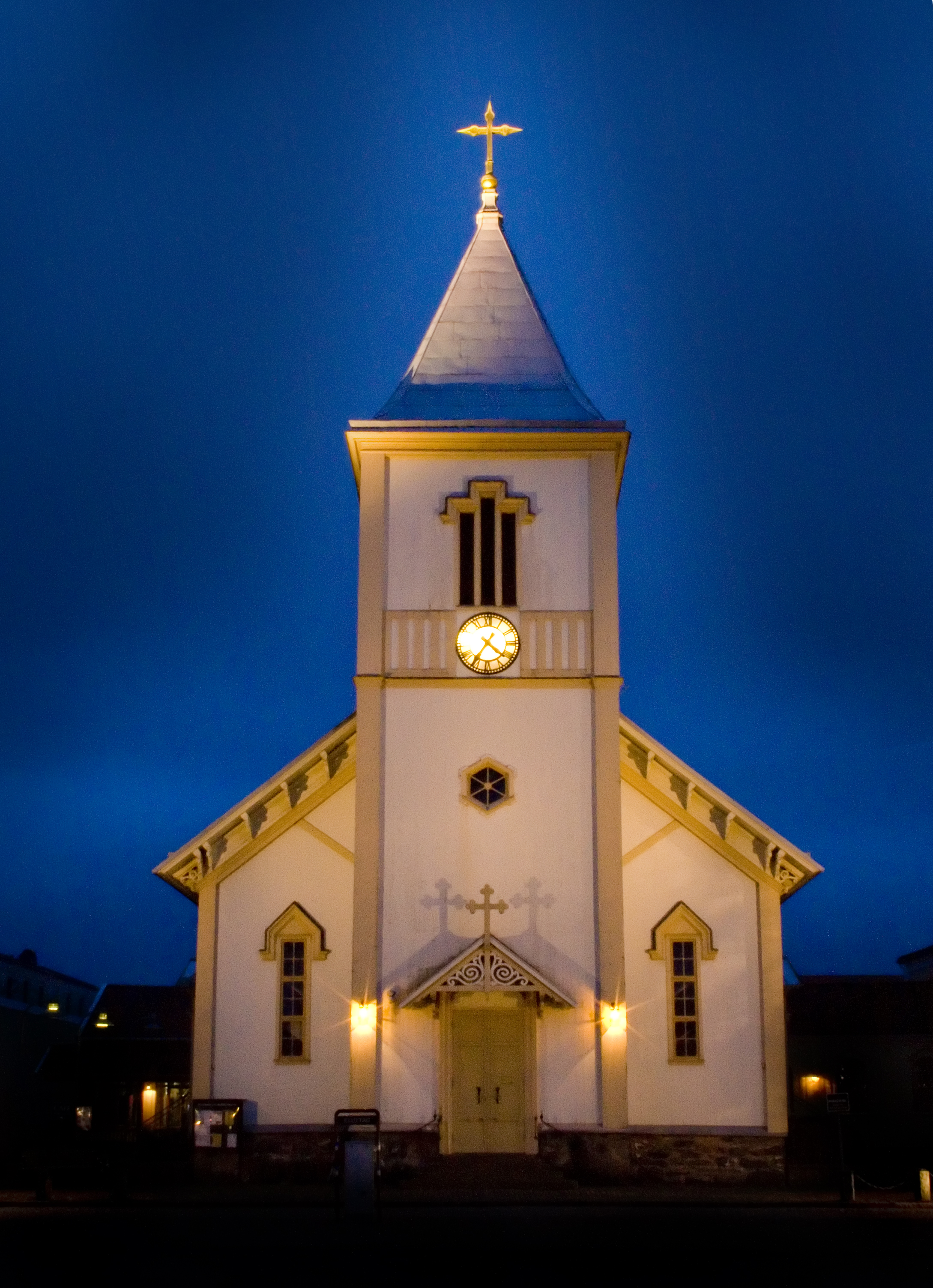
Церковь в Кунгсбакке
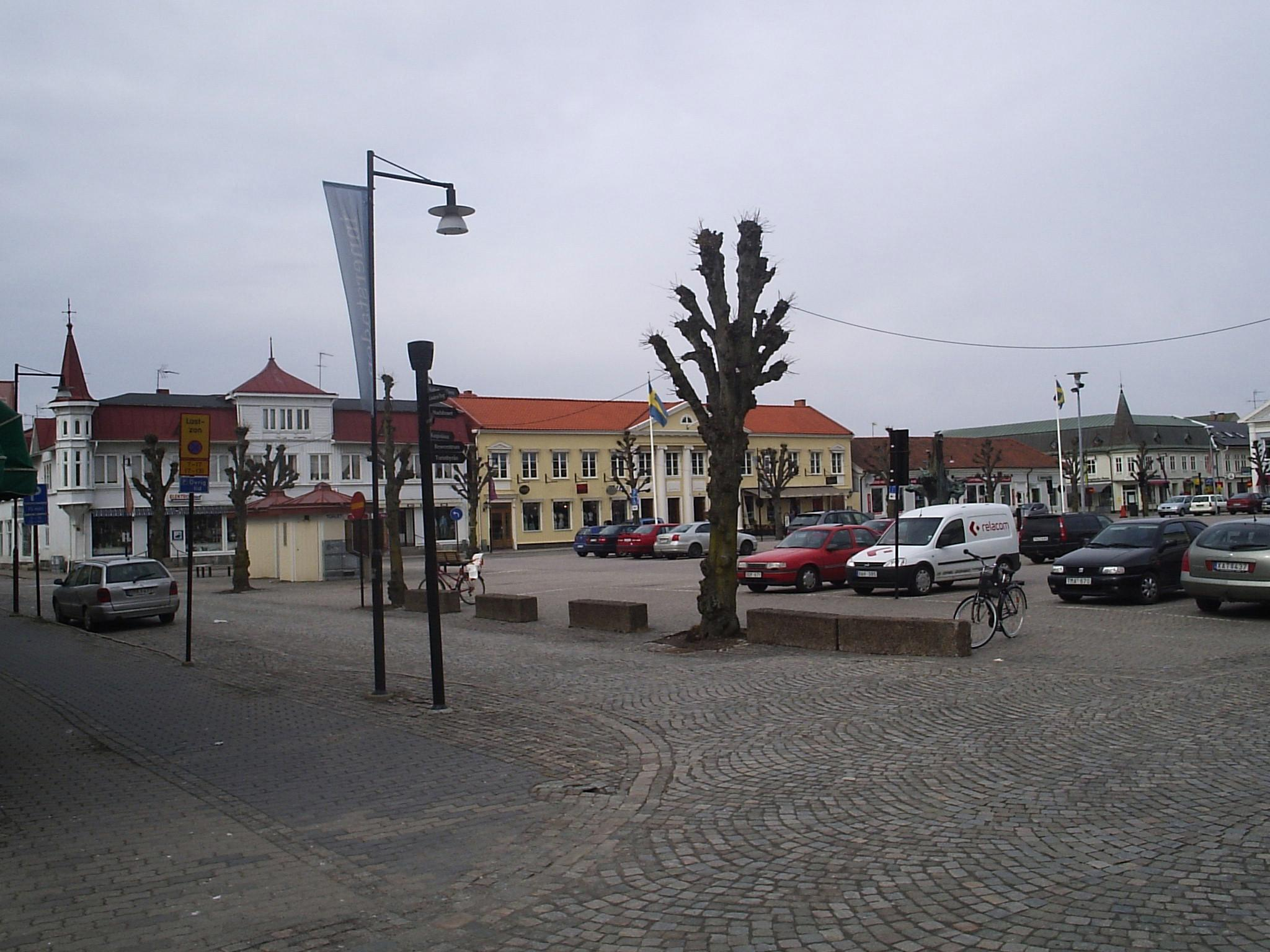
Площадь Стурторгет

## Города-побратимы
- Штернберк, Чехия